# Norbert Siedler

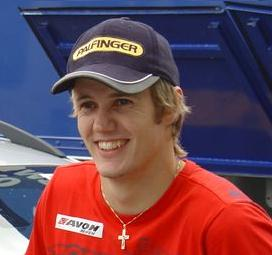
Norbert Siedler in 2005.

Norbert Siedler (Wildschönau, 29 december 1982) is een Oostenrijks autocoureur.

## Carrière
Siedler begon zijn autosportcarrière in het karting in 1992. Hij begon in Duitsland, waar hij in 1997 kampioen werd in de Junior-klasse. In 1999 keerde hij terug naar zijn thuisland.
In 2000 maakte Siedler de overstap naar het formuleracing, waarbij hij zowel in Duitsland als in Oostenrijk de nationale Formule Ford won. In 2001 maakte hij zijn Formule 3-debuut in het Duitse Formule 3-kampioenschap, waarin hij voor het Palfinger F3 Racing Team met twee vierde plaatsen als beste resultaat achttiende werd in het kampioenschap. In 2002 verbeterde hij zichzelf naar de zesde plaats en behaalde één overwinning in de seizoensfinale op de Hockenheimring.
In 2003 deed Siedler een Formule 1-test voor het team Minardi op het ACI Vallelunga Circuit. Tevens werd hij opgenomen in het Red Bull Junior Team. Dat jaar reed hij in de World Series by Nissan bij het team Superfund Zele Racing, waar hij één podium scoorde maar verder in slechts één ander raceweekend punten behaalde. Aan het eind van het seizoen maakte hij zijn debuut in de Euro Formule 3000 met een podium tijdens de seizoensfinale op het Circuito di Cagliari.
In 2004 eindigde reed Siedler een volledig seizoen in de Euro Formule 3000 en eindigde achter Nicky Pastorelli en Fabrizio del Monte op de derde plaats met twee overwinningen op het Circuit Zolder en de Nürburgring. Desondanks maakte hij na dit seizoen niet meer uit van het Red Bull Junior Team. In 2005 kwam hij uit in de 3000 Pro Series, waarin hij twee races won op het Autodromo Enzo e Dino Ferrari en Spa-Francorchamps. Opmerkelijk genoeg had hij precies evenveel punten als Max Busnelli met precies dezelfde resultaten. Ondanks dat Siedler meer pole positions had, werd besloten om de titel te delen tussen de twee coureurs.

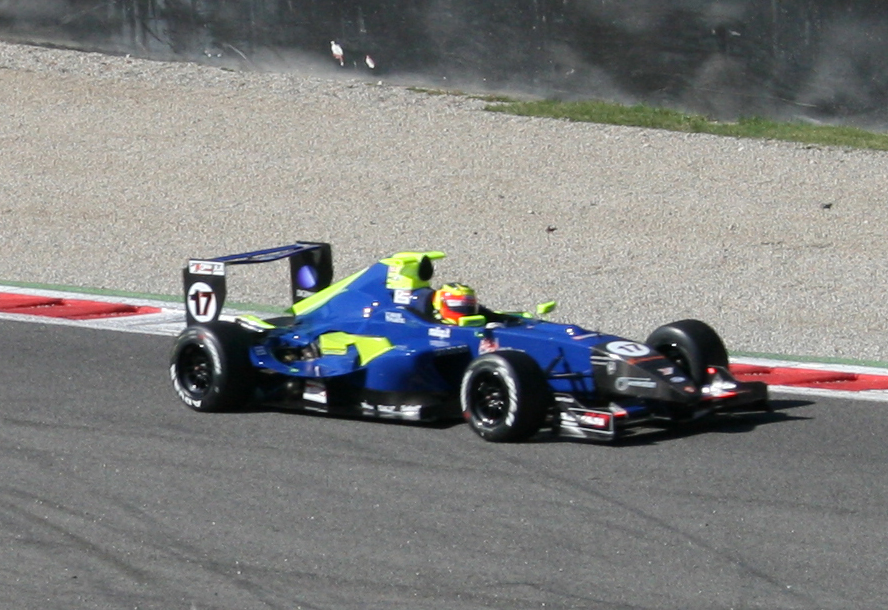
Norbert Siedler in de International Formula Master in 2008.

In 2006 had Siedler geen vast racezitje, maar nam wel deel aan één race van de LMP2-klasse van de Le Mans Series en drie races van het Atlantic Championship. In 2007 stapte hij fulltime over naar de Le Mans Series bij het team Kruse Motorsport. Tevens maakte hij dat jaar zijn debuut in de 24 uur van Le Mans, maar moest na 98 ronden uitvallen met een kapotte motor. In de tweede helft van het jaar kwam hij uit in de International Formula Master, de voormalige 3000 Pro Series, voor het team ADM Motorsport. Hij won twee races op het Circuito da Boavista en de Scandinavian Raceway en werd, ondanks dat hij de eerste drie raceweekenden miste, zesde in de eindstand. Ook in 2008 reed hij in de IFM bij ADM en Pro Motorsport en stond tweemaal op het podium.
Tussen 2008 en 2012 reed Siedler in de Porsche Supercup. In zijn eerste drie seizoenen reed hij voor MRS Racing, terwijl hij in de laatste twee jaren uitkwam voor Walter Lechner Racing. Tijdens zijn vijf seizoenen in de klasse won hij twee races; op het Circuit de Catalunya in 2010 en het Bahrain International Circuit in 2012. Hij eindigde respectievelijk als zeventiende, vijfde, derde, tweede en vierde in het klassement.
In 2013 en 2014 kwam Siedler uit in de Duitse Porsche Carrera Cup. In zijn eerste seizoen won hij één race op de Norisring en eindigde op de vierde plaats in het kampioenschap. In 2014 zakte hij naar de veertiende plaats zonder overwinningen. In 2015 stapte hij over naar de Blancpain GT Series Sprint Cup, waarin hij samen met Marco Seefried beide races op het Misano World Circuit Marco Simoncelli won en vierde werd in het kampioenschap. In 2016 reed hij naast de Sprint Cup ook in de ADAC GT Masters en behaalde met Jaap van Lagen één podiumplaats op het Circuit Park Zandvoort. Ook in 2017 reed hij in beide kampioenschappen.